# James Lanman

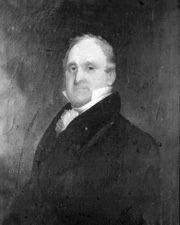
James Lanman

James Lanman (* 14. Juni 1767 in Norwich, Colony of Connecticut; † 7. August 1841 ebenda) war ein US-amerikanischer Politiker der Demokratisch-Republikanischen Partei, der dem Senat der Vereinigten Staaten für Connecticut angehörte.
Nach einem Studium der klassischen Altertumswissenschaften graduierte Lanman im Jahr 1788 am Yale College. Er wurde nach seinem Abschluss in Jura 1791 in die Anwaltskammer aufgenommen und begann in Norwich zu praktizieren.
Sein erstes öffentliches Amt bekleidete Lanman von 1814 bis 1819 als Staatsanwalt im New London County. Politisch betätigte er sich erstmals 1817 als Abgeordneter im Repräsentantenhaus von Connecticut; im folgenden Jahr war er Delegierter zum Verfassungskonvent des Staates. 1819 saß er im Senat von Connecticut.
Im selben Jahr zog Lanman in den US-Senat ein. Während der Legislaturperiode zersplitterte seine Partei in mehrere Faktionen; er schloss sich den Anhängern von William H. Crawford an, die als Crawford Republicans oder auch als Old Republicans bezeichnet wurden. Seine Amtszeit als Senator endete am 3. März 1825.
Nach seiner Zeit im Senat übernahm James Lanman noch eine Reihe weiterer öffentlicher Ämter. So war er von 1826 bis 1829 Richter am obersten Gerichtshof von Connecticut; von 1831 bis 1834 fungierte er als Bürgermeister von Norwich. 1832 kehrte er noch einmal in den Senat seines Heimatstaates zurück, im folgenden Jahr in dessen Repräsentantenhaus.